# 1 (album, 2014)
Az 1 Zara Larsson svéd énekesnő debütáló stúdióalbuma, amely 2014. október 1-jén jelent meg a Universal Music Group és a Ten Music Group gondozásában.

## Számlista
| 1.    | Skippin a Beat          | 2:43 |
| 2.    | Wanna Be Your Baby      | 3:04 |
| 3.    | Rooftop                 | 3:59 |
| 4.    | Never Gonna Die         | 3:46 |
| 5.    | Carry You Home          | 4:14 |
| 6.    | Can't Hold Back         | 3:40 |
| 7.    | Weak Heart              | 2:59 |
| 8.    | If I Was Your Girl      | 2:39 |
| 9.    | Secret                  | 2:43 |
| 10.   | Endless                 | 2:46 |
| 11.   | Still in My Blood       | 3:11 |
| 12.   | Uncover                 | 3:34 |
| 13.   | Bad Boys                | 2:09 |
| 14.   | She's Not Me, Pt. 1 & 2 | 5:33 |
| 47:00 |                         |      |